# Christian Garofalo
 (juin 2024).
Pour les articles homonymes, voir Garofalo.
Christian Garofalo, né le 4 janvier 2007 à Naples en Italie, est un footballeur italien, qui évolue au poste de défenseur central au SSC Naples.

## Biographie

### En club
Né Naples en Italie, Christian Garofalo est formé par le SSC Naples, où il est considéré comme l'une des promesses du club en défense centrale.

### En équipe nationale
En août 2022, il est appelé pour la première fois avec les moins de 16 ans, équipe avec laquelle il officie notamment comme capitaine.
Christian Garofalo est sélectionné avec l'équipe d'Italie des moins de 17 ans pour participer au championnat d'Europe des moins de 17 ans en 2024. Son équipe atteint la finale de la compétition après avoir battu le Danemark en demi-finale (0-1 score final),,.

## Palmarès
Italie -17 ans
- Finaliste du championnat d'Europe des moins de 17 ans
  - 2024.